# Martin Julen
Martin Julen (* 31. März 1928 in Zermatt) ist ein Schweizer Skirennfahrer.

## Biographie
Julen feierte seinen ersten grossen Erfolg, als er bei den Hahnenkammrennen 1953 im Slalom den dritten Platz hinter den Österreichern Anderl Molterer und Walter Schuster belegte. Ein Jahr später nahm er an seinen ersten Alpinen Skiweltmeisterschaften in Åre teil. Im Slalom belegte er den 14. Platz, im Riesenslalom schied er aus.
Das Jahr 1955 sollte das erfolgreichste in der Karriere Julens werden. Er siegte beim Slalom des Lauberhornrennens und am Chuenisbärgli sowie als erster Schweizer beim Harriman Cup.
Bei den Olympischen Winterspielen in Cortina d’Ampezzo im darauffolgenden Jahr konnte Julen nicht an die Leistungen des Vorjahres anknüpfen. Im Riesenslalom erreichte er lediglich Rang 19, im Slalom wurde er disqualifiziert.
Kurz nach den Spielen beendete Julen schliesslich seine Karriere als aktiver Skirennfahrer.
Julen ist verheiratet und lebt in Zermatt. Seine Söhne sind der Skirennfahrer und Olympiasieger Max sowie der Manager Franz Julen.

## Erfolge

### Olympische Winterspiele
- Cortina d’Ampezzo 1956: 19. Riesenslalom, DSQ Slalom

### Weltmeisterschaften
- Åre 1954: 14. Slalom, DNF Riesenslalom

### Weitere Erfolge
- Schweizer Meister in der Abfahrt 1955
- Sieg beim Slalom der Lauberhornrennen 1955
- Sieg beim Slalom am Chuenisbärgli 1955
- Sieg beim Slalom des Harriman Cups 1955
- 3. Platz beim Slalom der Hahnenkammrennen 1953
- 3. Platz bei der Kombination der Hahnenkammrennen 1953